# Kes van den Broek
Kes van den Broek (Bussum, 18 mei 2001), beter bekend onder haar artiestennaam Kes, is een Nederlands singer-songwriter en actrice. Ze brak door na haar deelname aan The voice of Holland in 2020.

## Biografie
Van den Broek zat tot haar zestiende op musicalles. In 2020 deed ze mee aan de talentenjacht The voice of Holland op RTL 4, waarin ze in team Ali B terechtkwam. In de battleronde stond ze tegenover Ayoub Maach, waarin ze een mash-up zongen van de nummers Menak Wla Meni (Van jou, niet van mij), Verleden tijd en Let Go. De battle ging al snel viraal. Na haar battle wist Van den Broek in team Lil' Kleine door te dringen tot de halve finales, waarin ze in een crossbattle haar meerdere moest erkennen in Emma Boertien. Na hun deelname aan het programma brachten Van den Broek en Maach samen met Ali B de single Zina uit. Na deze single bracht Van den Broek eigen muziek uit, samen met haar vader.
Naast haar zangcarrière was Van den Broek als actrice in 2022 ook te zien in de film Misfit: The Switch. Hetzelfde jaar was zij samen met Fenna Ramos deelnemer aan de VIP-editie van LEGO Masters. Ze wisten met de zegepalm aan de haal te gaan, waardoor Van den Broek en Ramos 5000 euro ophaalden voor KiKa.

## Discografie

### Albums
- Kansen (2022)

### Singles
- Zina (met Ali B en Ayoub Maach) (2020)
- Brief (2020)
- Het Menu (2020)
- Kansen (2021)
- Kies voor mij (2021)
- Ik zie wel (2021)
- Met jou (2021)
- Hoger (2023)
- 2 glazen wijn (2023)

## Filmografie

### Films
| Jaar | Titel              | Rol        | Opmerkingen |
| ---- | ------------------ | ---------- | ----------- |
| 2022 | Misfit: The Switch | Flo        |             |
| 2024 | The Wild Robot     | Sneeuwdons | Stem        |
| 2025 | Red Flags          | Sam        | [ 10 ]      |

### Televisieprogramma's
| Jaar | Titel         | Opmerkingen                         |
| ---- | ------------- | ----------------------------------- |
| 2022 | LEGO Masters  | Winnaar (samen met Fenna Ramos)     |
| 2024 | Voor het blok | Winnaar (samen met Roosmarijn Wind) |